# Phenacolepas crenulata
Phenacolepas crenulata är en snäckart som först beskrevs av William John Broderip 1834.  Phenacolepas crenulata ingår i släktet Phenacolepas och familjen Phenacolepadidae. Inga underarter finns listade i Catalogue of Life.